# Mario Algaze
Mario Algaze (La Habana, 1947) es un fotógrafo y fotoperiodista cubano-estadounidense radicado en los Estados Unidos.
Estudió arte en el Miami Dade College, Florida y de 1979 a 1981 fue propietario y director de la Gallery Exposures en Coral Gables, Florida.

## Exhibiciones individuales
- 1977 - "17 Imágenes"; Sociedad Española de la Florida, Miami, Florida,
- 1983 - Light Factory, Charlotte, Carolina del Norte (EE. UU.)

## Exhibiciones colectivas
- 1978 - "Displaced Cuban Photographers". Washington Projects for The Arts, Washington D. C.
- 1978 - Camerawork Gallery, San Francisco, California
- 2001 - "A Painting for Over the Sofa (that's not necessarily a painting)"; Bernice Steinbaum Gallery, Miami, Florida.

## Premios
- 1980 - Best in Show Award, Art Auction, WPBT Channel 2; Miami, Florida
- 1992 - National Endowment for the Arts (fotografía), EE. UU.